# Abbazia di Santa Maria de Olearia
L'abbazia di Santa Maria de Olearia è un'abbazia ubicata a Maiori.

## Storia
Intorno al 902, Elia il Giovane si stabilì in una zona montuosa con numerose grotte naturali, a picco sul mare, per vivere un'esperienza di eremitaggio e contemplazione: tra gli eremiti che abitarono la zona sembra fosse esserci anche sant'Alferio, fondatore della badia della Santissima Trinità a Cava de' Tirreni. Tra il 973 e il 978, il vescovo di Amalfi, Leone II, autorizzò, come riportato nel Liber pontificalis ecclesiae amalfitanee, Pietro, probabilmente un monaco proveniente dalla Calabria o dalla Sicilia, scappato dagli arabi, e al nipote Giovanni, di edificare nella stessa zona un cenobio, il quale prese la denominazione di Santa Maria de Olearia, poiché nelle vicinanze era presente un frantoio per la produzione di olio che sfruttava gli alberi di ulivi circostanti.
Negli anni successivi, grazie alla fame di santità di Pietro, la struttura venne ampliata, passando da protocenobio benedettino ad abbazia: tale titolo venne assunto nel 1087 quando fu concessa all'abate della badia della Santissima Trinità Pietro Pappacarbone dal duca Ruggero Borsa. Il primo abate fu un certo Taurus. Dall'abbazia Gerardo Sasso individuò alcuni proseliti per fondare l'ordine dei monaci Ospitalieri di San Giovanni di Gerusalemme.
Per oltre cinquecento anni si ebbe un'intensa vita monastica, fino alla morte dell'ultimo abate, Giacomo Silverio Piccolomini, avvenuta nel 1509; nel 1580 fu incorporata nel capitolo della diocesi di Amalfi da papa Gregorio XIII e successivamente venne abbandonata, cadendo in rovina.
Nel 1721 Ferdinando Ughelli descrive la struttura in stato di abbandono, mentre nel 1866 diventa di demanio dello stato. Nel 1871 Demetrio Salazar, nella sua opera Studi sui monumenti dell'Italia meridionale dal IV al XIII secolo, ne fece una prima spiegazione, descrivendo e disegnando a mano i suoi affreschi.
Nel corso del XIX secolo venne restaurata e parte di essa adibita ad abitazione privata.

## Descrizione
L'abbazia di Santa Maria de Olearia è posta lungo la strada statale Amalfitana, a circa tre chilometri e mezzo dal centro di Maiori, alle pendici del monte Falerzio, in una sorta di antro naturale, suddiviso in piccole grotte, che si prestavano all'eremitaggio e alla meditazione. Il complesso, integrato all'ambiente circostante grazie all'utilizzo di materiali come pietrisco e malta ricoperta da intonaco, è costituito da tre cappelle e altre strutture, queste ultime riutilizzate a scopo di abitazioni private.

### Cappella delle Catacombe
Al piano più basso, a circa dieci metri dalla strada, a cui si accede tramite una doppia rampa di scale, è posta la cappella delle Catacombe o cripta: dovrebbe trattarsi dell'edificio più antico del complesso.
Preceduta da un'anticamera, la cappella ha pianta quadrata con tre absidi sul lato est; conserva resti di un ciclo di affreschi che originariamente dovevano ricoprire tutte le pareti, realizzati tra il X e il XII secolo: in particolare quelli risalenti all'XI secolo vengono attribuiti a Leone Amalfitano. Nell'abside centrale è raffigurato un Cristo benedicente, vestito con tunica bianca e mantello dorato, recante nella mano sinistra un rotolo: sono andati perduti la parte superiore del busto e la testa; completano l'opera due arcangeli abbigliati con tuniche color porpora. Nell'abside meridionale sono ritratte tre figure: al centro è presumibilmente Cristo o un santo con tunica bianca, mantello dorato e rotolo tra le mani, mentre sulla destra è Giovanni Battista, vestito in pelle, e a sinistra Giovanni evangelista con un libro tra le mani. Tra le due abside è posta una figura intera con in mano una croce. Sulla parete sud si trova l'affresco meglio conservato: si tratta della Vergine orante, dipinto probabilmente intorno al X secolo, con tunica rossa e manto blu e ai suoi lati san Paolo con veste bianca, clavi rossi e rotolo in mano, mentre l'altro è o san Giorgio o san Demetrio, con abbigliamento militare; completa l'opera una figura senza aureola, probabilmente Giovanni, nipote di Pietro, il fondatore dell'abbazia, con in mano il modellino di una chiesa. Nella parte superiore il dipinto dei quattro fiumi del paradiso che sgorgano da un monte, mentre nella parte inferiore finti marmi disegnati. Un gruppo di tre figure, tra cui si riconosce Cristo raffigurato come un agnello, è in pessimo stato di conservazione.

### Cappella della Vergine
Un'ulteriore scalinata conduce ad un terrazzamento che si affaccia sul mare, delimitato da un parapetto che lo divide da edifici moderni, su cui si apre la cappella della Vergine: si tratta della struttura principale del complesso ed è stata edificata nel 1110 come riportato su un'iscrizione presente sulla facciata, subendo però dei rimaneggiamenti nel corso degli anni; anche gli affreschi al suo interno, riscoperti nel corso dei restauri del 1988, potrebbero essere stati realizzati in questa data. Esternamente è posta la lapide sepolcrale dell'abate Taurus.
La cappella presenta due ambienti collegati all'ambiente principale: il primo, un nartece, è comunicate tramite un'arcata, mentre il secondo tramite due archi sostenuti da una colonna con capitello di spoglio. L'interno dell'ambiente principale ha volta a crociera, nella quale era affrescato un Cristo Pantocratore, andato perduto, sostenuto da quattro angeli; negli altri quattro settori angeli a mezzo busto e i simboli dei quattro Evangelisti, sotto i quali è raffigurata una ruota dalla quale fuoriescono delle fiamme. Negli angoli che congiungono la volta alla parete sono ritratti i mezzobusto dei profeti dell'Antico Testamento. Questo ciclo di affreschi risulta essere rovinato sia a causa dell'umidità sia per l'opera di scialbatura voluta dall'arcivescovo Giulio Rossini nel 1602, poi rimossa durante gli anni 1980. Nella calotta dell'abside due angeli musici e, nel lato meridionale, un santo monaco. Lungo le pareti sono raffigurate scene della vita di Gesù: sul lato meridionale l'Annunciazione, la Visitazione e la Presentazione al Tempio, sul lato occidentale la Natività, ritratta come descritta nei vangeli apocrifi, ossia con la Vergine distesa, Gesù a destra con in alto l'asino e il bue e san Giuseppe in basso a destra, l'Annuncio ai pastori e la Lavanda del Bambino, e sul lato settentrionale l'Adorazione dei magi, raffigurati in ginocchio nell'atto di offrire i doni, mentre di Maria e Gesù rimangono solo tracce della parte inferiore; nella parte inferiore delle tre pareti è presente un santo: uno in piedi con in mano un rotolo, un monaco con la tonsura e una santa monaca con un libro tra le mani. Il ciclo raffigurante la Passione era dipinto nella volta del nartece di cui rimane solo la Crocifissione, mentre nella parte inferiore è un santo tonsurato risalente al XV secolo.

### Cappella di San Nicola
Nella parte più alta del complesso abbaziale, affacciata sul cortile principale, è la cappella di San Nicola, edificata sul tetto della cappella della Vergine e quasi completamente avvolta dalla roccia; alla cappella si accede tramite una scala che origina da un'edicola costituita da tre archi sorretti da colonne e capitelli di spoglio. Sulla facciata è posto l'affresco di un medaglione con all'interno la Mano di Dio e due angeli osannanti.
Internamente la cappella è costituita da una sala absidata con volta a botte: l'ingresso è posto sul muro occidentale, mentre sul lato meridionale si apre una finestra; il ciclo di affreschi risale a un periodo compreso tra l'XI e il XII secolo, realizzato da diversi artisti. Nella volta è affrescato un clipeo con un Cristo Pantocratore contornato da quattro angeli. Nell'abside è ritratta la Vergine Maria col Bambino e i Santi Paolo e Nicola: questi ultimi due sono vestiti con abiti da vescovi mentre leggono un libro e recano ai loro piedi due iscrizioni che riportano i loro nomi; sull'arco absidale l'affresco Agnello tra San Giovanni Battista e San Giovanni Evangelista. Lungo la parete orientale il ciclo di pitture che raffigura i miracoli di san Nicola come: San Nicola salva tre uomini dall'esecuzione, San Nicola appare a Costantino, San Nicola appare ad Abalabio, Tre generali ringraziano San Nicola e Storia di Mare; sulla parete occidentale una teoria di santi dalla difficile interpretazione a causa del cattivo stato di conservazione. Nella parte sud l'affresco di un medaglione con il busto di Cristo e i Santi Cesareo e Nicola.